# Denotowanie (logika)
Denotowanie – jedna z funkcji semiotycznych; relacja między wyrażeniem a jego denotacją - rozumianą jako zakres nazwy (zbiór jej desygnatów), klasa istniejących desygnatów nazwy lub dowolny przedmiot, do którego odnosi się dane wyrażenie (dla nazw jednostkowych indywiduum określane tą nazwą, dla predykatów klasa przedmiotów, o których można je zgodnie z prawdą orzec, dla zdań ich wartość logiczna). Dane wyrażenie denotuje swoją denotację.
Szczególnie istotne jest denotowanie jako relacja między nazwą a jej zakresem. Zachodzi następujący związek między denotowaniem a oznaczaniem: nazwa oznacza dany przedmiot wtedy i tylko wtedy, gdy przedmiot ten należy do zbioru przedmiotów denotowanych przez tę nazwę.
Pojęcie denotowania można określić także przy pomocy pojęcia spełniania:
Wyraz W systemu S denotuje w metasystemie M przedmiot ai ≡ przedmiot ai spełnia w metasystemie M przy przyporządkowaniu Q funkcję zdaniową "vi=W".

## Inne znaczenia
Termin "denotowanie" (denoting) wywodzi się z angielskiej tradycji filozoficznej, w której przybierał odmienne od powższego znaczenia, obecnie głównie historyczne.
John Stuart Mill rozumiał przez "denotowanie" relację między nazwami (w tym nazwami własnymi) a ich desygnatami. Polskie odpowiedniki takiego pojęcia to oznaczanie, desygnowanie, w przypadku imion własnych nazywanie.
Bertrand Russell (Denotowanie) przez denotowanie rozumiał nie relację między wyrażeniem a pewnym przedmiotem, ale własność charakterystyczną dla pewnych wyrażeń zwanych niezupełnymi (incomplete symbols), niemających znaczenia poza kontekstem.